# Episodi di Professione pericolo (prima stagione)
La prima stagione della serie televisiva Professione pericolo è stata trasmessa in prima visione negli Stati Uniti d'America da ABC tra il 1981 e il 1982.
| nº | Titolo originale                   | Titolo italiano | Prima TV USA     | Prima TV Italia |
| -- | ---------------------------------- | --------------- | ---------------- | --------------- |
| 1  | The Fall Guy                       |                 | 4 novembre 1981  |                 |
| 2  | The Meek Shall Inherit Rhonda      |                 | 11 novembre 1981 |                 |
| 3  | The Rich Get Richer                |                 | 18 novembre 1981 |                 |
| 4  | That's Right, We're Bad            |                 | 25 novembre 1981 |                 |
| 5  | Colt's Angels                      |                 | 2 dicembre 1981  |                 |
| 6  | The Human Torch                    |                 | 9 dicembre 1981  |                 |
| 7  | Japanese Connection                |                 | 16 dicembre 1981 |                 |
| 8  | No Way Out                         |                 | 6 gennaio 1982   |                 |
| 9  | License to Kill: Part 1            |                 | 13 gennaio 1982  |                 |
| 10 | License to Kill: Part 2            |                 | 20 gennaio 1982  |                 |
| 11 | Goin' for It!                      |                 | 27 gennaio 1982  |                 |
| 12 | The Adventures of Ozzie and Harold |                 | 3 febbraio 1982  |                 |
| 13 | Soldiers of Misfortune             |                 | 10 febbraio 1982 |                 |
| 14 | Ready, Aim... Die!                 |                 | 17 febbraio 1982 |                 |
| 15 | Ladies on the Ropes                |                 | 24 febbraio 1982 |                 |
| 16 | The Snow Job                       |                 | 3 marzo 1982     |                 |
| 17 | Guess Who's Coming to Town?        |                 | 17 marzo 1982    |                 |
| 18 | Child's Play                       |                 | 24 marzo 1982    |                 |
| 19 | Charlie                            |                 | 7 aprile 1982    |                 |
| 20 | Three for the Road                 |                 | 14 aprile 1982   |                 |
| 21 | The Silent Partner                 |                 | 28 aprile 1982   |                 |
| 22 | Scavenger Hunt                     |                 | 5 maggio 1982    |                 |